# Інфекційний мононуклеоз
Інфекці́йний мононуклео́з — захворювання з групи герпесвірусних інфекцій, яке найчастіше спричинює герпесвірус людини 4-го типу — вірусом Епштейна — Барр (ВЕБ), рідше — цитомегаловірус. Хвороба характеризується слабкою інтоксикацією, помірною гарячкою, генералізованою лімфаденопатією зовнішніх вузлів, тонзилітом, збільшенням печінки і селезінки (гепатоспленомегалія), характерними змінами гемограми.

## Історичні відомості
Першим серед усіх форм ВЕБ-інфекції описав інфекційний мононуклеоз під назвою «ідіопатичне запалення лімфатичних залоз» у 1887 р. засновник російської педіатричної школи Н. Ф. Філатов. У 1889 р. німецький педіатр Е. Пфейффер описав спалах подібної інфекції, названої тоді «гарячкою Пфейффера». У 1920 р. американські лікарі Т. Спрант та Ф. Еванс дали назву хворобі «інфекційний мононуклеоз». У 1923 р. американський гематолог Х. Дауні й лікар С. Макінлей виявили характерні гематологічні зміни при цій хворобі. У 1932 році американські лікарі Д. Пауль та В. Буннелль встановили появу при інфекційному мононуклеозі в крові людей гетерофільні антитіла (зокрема, до еритроцитів барана), що довгий час використовувалось у лабораторній діагностиці хвороби. Надалі стало зрозумілим, що клінічні прояви інфекційного мононуклеозу можуть спричиняти й цитомегаловірус. Тому наразі для верифікації причини інфекційного мононуклеозу потрібно використовувати сучасні методи діагностики.
Цитомегаловірус виділили незалежно один від одного в 1955 р. американська лікар і патолог М. Сміт з слинних залоз померлої дитини, її співвітчизники — вірусолог У. Роув зі співавторами з лімфоїдної тканини людини (1956 р.) та педіатр і вірусолог, лауреат Нобелівської премії з фізіології та медицини Т. Г. Веллер зі співавторами від хворого з підозрою на токсоплазмоз (1957 р.). У 1965 р. фінськими вченими Е. Клемолою та Л. Кааріайненом було доведено, що ЦМВ, як й вірус Епштейна — Барр, може спричинити клінічний синдром «інфекційний мононуклеоз».

## Актуальність
За останні 10 років інфікованість населення в світі вірусом Епштейна — Барр збільшилася в декілька разів і коливається від 90 до 100 % в деяких регіонах. Епідеміологічними дослідженнями доведено, що до досягнення повноліття близько 90 % людей інфікуються цим вірусом. Часта його маніфестація у перебігу ВІЛ-інфекції робить його високоактуальним у групі ВІЛ-асоційованих інфекцій. ВЕБ-інфекція є найпоширенішою герпесвірусною інфекцією в Україні. Велика частка у цій захворюваності припадає на інфекційний мононуклеоз.
Значною мірою зросла й захворюваність на цитомегаловірусну інфекцію. За даними ВООЗ після 35 років у кожного третього жителя планети виявляють антитіла до цитомегаловірусу. У різних країнах частота інфікування ним коливається від 45 до 98 %. Актуальність цитомегаловірусної інфекції обумовлена її значною поширеністю серед новонароджених та дітей раннього віку, смертністю, труднощами інтерпретації її проявів, особливо у випадках генералізації інфекційного процесу, її значенням в перебігу ВІЛ-інфекції як ВІЛ-асоційованої хвороби.

## Етіологія
Виявлено два штами вірусу Епштейна — Барр, які відомі як EBV-1 і EBV-2, а також як тип A і тип B. Хоча їхні гени мають деякі відмінності, захворювання, які спричинюють штами, вочевидь ідентичні. Обидва штами поширені в усьому світі, можуть одночасно заражати одну й ту ж людину. Зріла інфекційна частинка вірусу, яка є в цитоплазмі епітеліальної клітини, складається з нуклеоїда, капсида і оболонки. Нуклеоїд містить лінійну дволанцюжкову вірусну ДНК. Він оточений ікосаедричним капсидом, побудованим з капсомерів, які є трубчастими білковими субодиницями. Оболонка, одержана або з зовнішньої мембрани, або з ядерної мембрани клітини-хазяїна, охоплює капсид і нуклеоїд (тобто нуклеокапсид). Конверт також містить вірусні білки, які були збудовані та поміщені в мембрану клітини-господаря до початку вірусного збору.
Цитомегаловірус (ЦМВ, ГВЛ-5, Cytomegalovirus hominis) належить до роду Cytomegalovirus, підродини Betaherpesvirinae, родини Herpesviridae. ЦМВ має найбільший геном серед людських герпесвірусів. Наразі відомо троє серотипів цитомегаловірусу людини I, II, III, до яких відносять багато штамів: AD-169, Davis, Towne, TB40/E, Toledo, Merlin, 3157, 6397, 711, 5234, ESP, що, ймовірно, і призводить до різного потенціалу захворюваності. ЦМВ добре зберігається при кімнатній температурі, чутливий до дезрозчинів та нагрівання. ЦМВ зростає в лабораторних умовах лише в культурі людських клітин і, найкраще, в культурі фібробластів. ЦМВ (як й інші β-герпесвіруси) здатні спричиняти характерний феномен цитомегалії — велике збільшення клітин у розмірах із включенням в ядра самих вірусів у вигляді «ока сови»..

## Епідеміологічні особливості

### Джерело та резервуар
Джерелом інфекції є хворі, виділення йде через носоглотковий слиз, слину. Віруси знаходять у крові, сечі, фекаліях, інших секретах, біоптатах практично усіх тканин організму. Ті, хто переніс хворобу, є резервуаром, тому що виділення вірусів зберігається іноді протягом 18 місяців від початку хвороби. Люди є єдиним резервуаром вірусу, тому хворобу відносять до антропонозів.

### Механізм та фактори передачі
Передача вірусів йде повітряно-крапельним механізмом (зі слиною, контактно-побутовим шляхом), гемоконтактним механізмом, статевим шляхом, при оро-генітальних контактах, вертикально (трансплацентарно, від хворої матері до дитини під час пологів і грудного вигодовування). Через відсутність кашлю та нежиттю їхнє виділення йде не інтенсивно, на невелику відстань від хворого, тому для зараження потрібний тривалий контакт. Так французькі лікарі назвали ВЕБ-інфекційний мононуклеоз «хворобою женихів та поцілунків», тому що більшість маніфестних уражень при інфекційному мононуклеозі припадає на осіб чоловічої статі. Діти нерідко заражаються через іграшки, забруднені слиною хворої дитини або вірусоносія. У поширенні інфекції має значення спільне користування хворими та здоровими людьми одним посудом, білизною.

### Сприйнятливість
Перше інфікування залежить від соціальних умов. У країнах, які розвиваються, або в соціально несприятливих родинах інфікування дітей відбувається здебільшого до 3 років. У розвинутих країнах інфікування може відбуватися й пізніше — максимум зараження припадає на вік 15-18 років. Окрім поодиноких (спорадичних) випадків, можливі спалахи, що охоплюють іноді великі колективи. Спостерігають чітку сезонність захворювань, які зростають у осінньо-зимовий період та навесні.

## Патогенез

### Епштейн— Баррівська інфекція
Вірус Епштейна — Барр проникає у епітеліальні клітини, В-лімфоїдну тканину ротоглотки (мигдалики, фолікули глотки), а потім йде його поширення по всій лімфатичній системі організму. Під час первинного інфікування у процес залучається близько 20 % циркулюючих В-лімфоцитів. Первинна ВЕБ-інфекція частіше розвивається в дитячому чи молодому віці. Клінічні прояви інфекційного мононуклеозу розвиваються при потраплянні великої кількості вірусу чи/та ослабленні імунної системи пацієнта. Цитотоксична відповідь натуральних кіллерів та CD8 цитотоксичних Т-лімфоцитів призводить до загибелі інфікованих В-лімфоцитів, що супроводжується збільшенням атипових лімфоцитів (мононуклеарів). Більшість з цих атипових лімфоцитів є поліклонально-активованими T-цитостатичними супресорами T-лімфоцитами, хоча CD4-хелперні Т-клітини і CD11 природні кілерні клітини також присутні. На цьому етапі у великій кількості з'являються гетерофільні антитіла, що не відбувається в разі іншої причини інфекційного мононуклеозу. У генезі гострих проявів певне значення має приєднання вторинної бактеріальної флори, особливо в ротоглотці. На 1-му тижні хвороби з'являються антитіла до структурних білків вірусу Епштейна — Барр, що вкупі з клітинними реакціями призводить до звільнення від вірусу. Подібним є патогенез цього ураження при дії цитомегаловіруса, хоча йому притаманні інші патогенетичні зрушення.
Патоморфологічно лімфатичні вузли збільшені, з виразними зародковими центрами і лімфоїдними фолікулами. Перифолікулярні ділянки вузлів і мигдаликів містять багато інфікованих В-лімфоцитів, які експресують специфічні для вірусу Епштейна — Барр антигени. Характерна гомогенна лімфоцитарна проліферація з імунобластичним компонентом. Ураження можуть змінювати архітектоніку лімфоїдного органу або розвиватися ектопічно в нелімфоїдних органах. Селезінка велика, з лімфоцитарною інфільтрацією капсули і трабекул. Плеоморфні бластні клітини присутні в гіперпластичній червоній пульпі. Судинний застій пов'язаний з фокальними і субкапсулярними кровотечами. Гістологічні зміни в печінці зазвичай мінімальні, з легким набряком у печінкових ділянках і жовчних протоках, лімфоцитарною портальною інфільтрацією. При смерті від інфекційного мононуклеозі в нейронах центральної нервової системи спостерігаються дегенеративні зміни. Можуть спостерігатися нейрональні дегенерації, периваскулярні набряки і астроцитарна гіперплазія.

### Цитомегаловірусна інфекція
У місці проникнення цитомегаловірусів місцева реакція відсутня. Первинне інфікування у доношених дітей без вроджених імунодефіцитів і у дорослих (окрім вагітних та імуноскомпрометованих пацієнтів) майже завжди відбувається субклінічно. Часто в подальшому формується безсимптомна персистенція. У частини заражених ЦМВ, потрапляючи в кров, інфікує лімфоцити і моноцити. За руйнівним впливом на імунні клітини ЦМВ поступається тільки ВІЛ. Як і для ВІЛ-інфекції та туберкульозу, для ЦМВ-інфекції насамперед характерне різке пригнічення функції Т-хелперів при збереженні або підвищенні активності Т-супресорів. При цьому виявляють різке зниження або навіть інверсію співвідношення СD4/CD8. На відміну від вірусу Епштейна — Барр, ЦМВ ніколи не розмножується у В-лімфоцитах. Основу противірусного захисту становлять Т-кілери і природні кілери. ЦМВ властива також тропність до епітелію, особливо залозистих органів. Уражені клітини різко змінюються, формуються типові цитомегалійні клітини з великими внутрішньоядерними включеннями. У різні органи-мішені ЦМВ потрапляють з крові та безпосередньо з макрофагів, занесених у ці органи.
Нейтралізуючі противірусні антитіла неспроможні захистити організм.

## Клінічні ознаки

### Класифікація
У МКХ -10 в блоці «Інфекційний мононуклеоз» (B27) включено:
- «Гаммагерпесвірусний мононуклеоз» (який спричинює вірус Епштейна — Барр) B27.0;
- «Цитомегаловірусний мононуклеоз» (В27.1);
- «Інший інфекційний мононуклеоз» (B27.8);
- «Неуточнений інфекційний мононуклеоз» (B27.9)

### Початкові прояви
Інкубаційний період триває 6-40 днів. Іноді хвороба починається з продромального періоду тривалістю 2-3 дні, під час якого з'являються помірна втома, маловідчутна млявість, незначне зниження апетиту. У типових випадках початок хвороби гострий, температура тіла підвищується до 38-39°С. Хворі скаржаться на помірний головний біль, закладення носу, неприємні відчуття у горлі під час ковтання, пітливість. Взагалі, при інфекційному мононуклеозі рівень інтоксикації значно менший, ніж це буває при такій гарячці під час інших захворювань. Уже в перші 3-5 днів з'являється гострий тонзиліт, збільшення лімфатичних вузлів, печінки і селезінки (гепатоспленомегалія). Гарячка може бути постійною, ремітуючою або неправильного типу, іноді — хвилеподібною. Тривалість гарячкового періоду — від 4-5 днів до 2-4 тижнів і більше.

### Лімфаденопатія
Найбільш сталий прояв хвороби. У першу чергу збільшуються шийні лімфатичні вузли, особливо розташовані уздовж заднього краю грудинно-ключично-соскоподібного м'яза, під кутом нижньої щелепи. Збільшення цих вузлів іноді помітне на відстані при повертанні голови вбік. Нерідко збільшені лімфатичні вузли мають вигляд ланцюжка або пакета, симетрично розташовані, діаметр їх може досягати 1-3 см. Вони еластичні, помірно чутливі на дотик, не спаяні між собою, рухомі, шкіра над ними не змінена. Одночасно іноді може бути й збільшення пахвових і пахвинних лімфатичних вузлів. Рідкісно спостерігається збільшення бронхолегеневих, середостінних і брижових лімфатичних вузлів. З'являється певне утруднення носового дихання, може дещо змінюватися голос. Однак, незважаючи на це, виділень з носа в гострому періоді хвороби майже не спостерігається тому, що при цьому ураженні розвивається задній риніт — уражається слизова оболонка нижньої носової раковини, входу в носову частину глотки.

### Ураження ротоглотки
Одночасно з лімфоаденопатією з'являються ознаки гострого тонзиліту та фарингіту. Фарингіт є у однієї третини пацієнтів і є найбільш частою знахідкою при фізикальному обстеженні. Петехії присутні в місці з'єднання твердого і м'якого піднебіння у 25-60 % хворих. Зміни на мигдаликах можуть бути катаральними, фолікулярними, лакунарними, виразково-некротичними, іноді з утворенням перламутрово-білого або кремового за забарвленням нашарування, а в ряді випадків — м'яких фібринозних плівок, які певною мірою нагадують дифтерійні. Такі нашарування зрідка можуть навіть поширюватись за межі мигдаликів, що супроводжується посиленням гарячки або її відновленням після попереднього зниження температури тіла. Зустрічаються випадки інфекційного мононуклеозу без ознак виразного продуктивного тонзиліту.

### Зміни печінки і селезінки
Збільшення печінки і селезінки — один з постійних симптомів. У більшості хворих збільшення селезінки виявляють уже з перших днів хвороби, вона порівняно м'якої, консистенції, досягає максимального розміру на 4-10-й день хвороби. Нормалізація її розмірів відбувається не раніше 2-3-го тижня хвороби, після нормалізації розмірів печінки. Печінка максимально збільшується також на 4-10-й день хвороби. У деяких випадках збільшення печінки може супроводжуватися незначним порушенням її функції, помірною жовтяницею.

### Висип
У 5-25 % хворих з'являється висип, який може бути плямистим, плямисто-папульозним, уртикарним, геморагічним. Терміни появи висипу різні, утримується він протягом 1-3 днів і без сліду зникає. Часто він відбувається при призначенні амінопеніцилінів (ампіцилін, амоксицилін) і є імуноалергічною реакцією.

### Атиповий перебіг
До нього відносять випадки захворювання, коли виявляються лише деякі типові прояви (зокрема, поліаденіт) або найбільш значні ознаки, які не є типовими — висип, жовтяниця, симптоми ураження нервової системи тощо. Часто спостерігається стертий, безсимптомний перебіг хвороби.

### Перебіг ЦМВ-мононуклеозу
В окремих випадках цитомегаловірусна інфекція перебігає як інфекційний мононуклеоз з тими ж симптомами, як й при ВЕБ-інфекційному мононуклеозі. На цьому тлі може виникнути гранулематозний ЦМВ-гепатит, панкреатит, інтерстиціальна пневмонія, міокардит, які перебігають нетяжко. Доведена можливість ураження ЦНС у вигляді менінгоенцефаліту.

### Ускладнення
- Гематологічні ускладнення (автоімунна гемолітична анемія, тромбоцитопенічна пурпура);
- Ускладнення з боку нервової системи (зрідка енцефаліт, серозний менінгіт, синдром Гієна-Барре, неврити черепних нервів);
- Гепатит;
- Пневмонія;
- Розрив селезінки.
- Міокардит, перикардит.

## Диференційний діагноз
Проводять із дифтерією ротоглотки, гострим лімфатичним лейкозом, гландулярною формою туляремії, при появі жовтяниці при інфекційному мононуклеозі — із вірусними гепатитами.

## Діагностика

### Клінічні критерії
- початок гострий зі слабким інтоксикаційним синдромом;
- гарячка різного типу, температура з першого дня хвороби звичайно фебрильна, може тривати від 3 днів до 3 тижнів;
- тонзиліт, фарингіт, біль у горлі;
- генералізована лімфаденопатія;
- гепатоспленомегалія;
- екзантема (може бути короподібна чи скарлатиноподібна, уртикарна, геморагічна);
- закладення носа, утруднення носового дихання;
- малоінтенсивний головний біль, помірна слабкість, міалгії, артралгії.

### Додаткові критерії
- У клінічному аналізі крові лейкопенія, яка може виявлятись у перші 2 дні хвороби, змінюється на лейкоцитоз зі значним збільшенням одноядерних клітин — лімфоцитів, моноцитів. Зменшується кількість сегментоядерних нейтрофілів, але при цьому навіть незначно збільшується кількість паличкоядерних. ШОЕ збільшується незначно. Найхарактернішою особливістю є наявність атипових мононуклеарів (старі назви «моноцитоподібні лімфоцити», «віроцити». «клітини Дауні») — зрілих атипових одноядерних клітин, які мають велике, асиметрично розташоване в клітині губчасте ядро. Протоплазма клітин широка, базофільна, містить ніжну азурофільну зернистість. Між ядром та цитоплазмою нерідко виявляється поясок просвітлення. Кількість атипових мононуклеарів може сягати 20 % всіх лейкоцитів і більше. Відносним діагностичним критерієм вважається збільшення їх щонайменше до 10 %, тоді як менші показники зустрічаються при багатьох вірусних хворобах. Вони з'являються на 2-3-й день хвороби і спостерігаються у крові протягом 3-4 тижнів, іноді до 2 місяців і більше. Майже у половини хворих спостерігається невелика тромбоцитопенія.
- Часто помірно підвищується активність АлАТ та АсАТ, лужної фосфатази, гамма-глутамілтранспептідази (ГГТП), дегідрогенази молочної кислоти (ЛДГ), рівень білірубіну з піком 5-14 днів після початку хвороби. Активність ГГТП залишаються злегка підвищеними протягом 12 місяців, але більшість результатів нормалізується упродовж 3-х місяців.

Рівні збільшуються приблизно у 95 % пацієнтів.

### Специфічна діагностика
- Серологічні реакції — виявлення в імуноферментному аналізу (ІФА) IgM до вірусу Епштейна — Барр, цитомегаловірусу;
- Виявлення ДНК цих вірусів методом полімеразної ланцюгової реакції (ПЛР) в крові, слині, лімфатичній тканині.
- Виявлення гетерофільних антитіл у сироватці крові в реакції Пауль-Буннеля та інших нині практично не використовується.

## Лікування

### Основні заходи
Це хвороба, яка самолімітується, що зазвичай не вимагає специфічної терапії у хворих з легким або помірним захворюванням. При інфекційному мононуклеозі, який спричинює вірус Епштейна — Барр, не потрібне противірусне лікування. Препарати групи ацикловіра при цьому ефекту не дають. У разі підтвердження цитомегаловірусного походження інфекційного мононуклеозу можливе призначення ганцикловіру внутрішньовенно в дозі 0,005–0,015 г/кг 3 рази на добу протягом 7–14 днів, хоча значної ефективності не отримано.

## Загальні заходи
- режим — обмеження фізичного навантаження;
- дієта для хворих з гарячковими проявами з виключення гострих, смажених екстрактивних страв;
- антигістамінні препарати.

### При тяжких формах
- глюкокортикостероїди (1-2 мг/кг/добу за преднізолоном) — 3-5 днів, проте необхідно попередити можливість розвитку неврологічних та септичних ускладнень після їхнього застосування. Вони використовуються для зменшення розмірів мигдаликів і лімфатичних вузлів верхніх дихальних шляхів . Вони можуть бути корисні для лікування тяжкої тромбоцитопенії або гемолітичної анемії, міокардиту, перикардиту, уражень центральної нервової системи.

### При призначенні кортикостероїдів, приєднанні вторинної бактеріальної флори— антибактеріальні препарати
- макроліди — кларитроміцин, азитроміцин тощо;
- цефалоспорини — цефалексин, цефуроксим, цефазолін.

Протипоказані ампіцилін, амоксицилін та комбіновані препарати, що їх містять, через виникнення висипу.

## Профілактика
Через низький рівень передачі вірусу ізоляція не є доцільною. Госпіталізація при легкому та неускладненому перебігу необов'язкова. Пацієнта забезпечують окремим посудом та предметами догляду. Медичне спостереження за контактними в осередку інфекції проводиться протягом 20 днів з метою виявлення хворих на атипові та стерті форми. Специфічна профілактика не розроблена, вакцин не існує.